# Distrito de Tinsukia
Tinsukia (en asamés; তিনিচুকীয়া জিলা) es un distrito de India en el estado de Assam. Código ISO: IN.AS.TI.
Comprende una superficie de 3 790 km².
El centro administrativo es la ciudad de Tinsukia.

## Demografía
Según censo 2011 contaba con una población total de 1 316 948 habitantes, de los cuales 640 962 eran mujeres y 675 986 varones.